# Unterscheidbarkeit
Unterscheidbarkeit bedeutet, dass man bei zwei Objekten feststellen kann, welches der beiden Objekte man vor sich hat.
Die Unterscheidbarkeit beruht stets auf einem oder mehreren Merkmalen. So werden z. B. zur Unterscheidung von echtem Geld und Falschgeld bestimmte Unterscheidungsmerkmale (Sicherheitsmerkmale) verwendet, die sehr schwer zu kopieren sind.
In der Informationstheorie ist eine Unterscheidbarkeit Voraussetzung für die Existenz von Information. Dabei wird der Informationsgehalt dadurch bemessen, wie viele Unterscheidungsmöglichkeiten es gibt.
In der Physik (besonders der Quantenmechanik) spielt die Ununterscheidbarkeit von Elementarteilchen eine entscheidende Rolle: Teilchen vom gleichen Typ (z. B. zwei Elektronen oder zwei Protonen) sind ununterscheidbar. Diese Ununterscheidbarkeit wirkt sich auf die Eigenschaften der Teilchen aus. Beispielsweise können ununterscheidbare Fermionen nicht im selben Zustand sein (Pauli-Prinzip), während dies für unterscheidbare Teilchen (z. B. ein Elektron und ein Myon) kein Problem ist. Diese Tatsache ist entscheidend für die Stabilität und die Eigenschaften der Materie.
Ununterscheidbare Bosonen hingegen sind bevorzugt im gleichen Zustand, dies ist Grundlage des Lasers, der Suprafluidität und der Bose-Einstein-Kondensation.